# Boergas (stad)
Boergas (Bulgaars: Бургас) (ook Burgas) is een stad in Bulgarije, gelegen aan de Zwarte Zee en de hoofdstad van de gelijknamige oblast. De stad telt ruim 200.000 inwoners, waarmee het de vierde stad van het land is. Boergas speelt ook een grote rol in de olie-industrie van Bulgarije.

## Geografie
Boergas ligt 389 kilometer ten oosten van Sofia, 272 kilometer ten oosten van Plovdiv en 335 kilometer ten noordwesten van Istanboel. Het eiland St. Anastasia in de Zwarte Zee behoort administratief tot de stad Boergas.

#### Flora en fauna

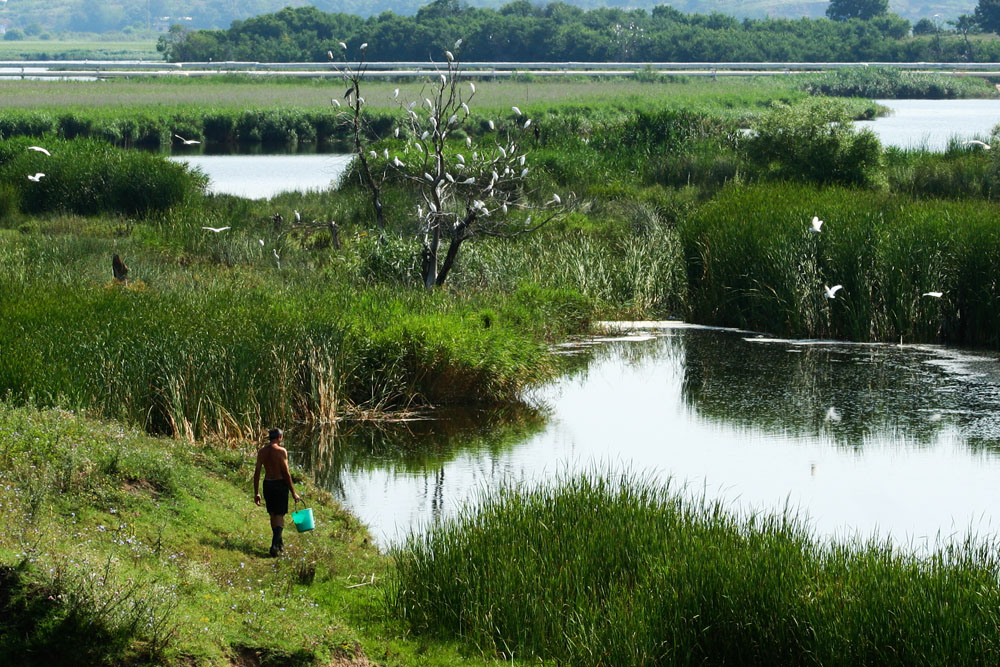
Het natuurgebied Oesoengeren

Er zijn een aantal meren rondom de stad. Het Boergasmeer (Bulgaars: Бургаско езеро, Burgasko ezero) is het grootste meer in Bulgarije met een oppervlakte van 27,60 km², een lengte van 9,6 km en een breedte van 2,5 tot 5 km. Het is tot 34 meter diep. Dit meer kent een hoge biodiversiteit. Het is met name belangrijk voor trekvogels. Meer dan 250 soorten vogels bewonen het merengebied, waarvan 61 bedreigd zijn in Bulgarije en 9 wereldwijd, wat enthousiaste vogelaars van over de hele wereld aantrekt. De meren zijn ook de thuisbasis van belangrijke vissen en ongewervelde dieren. Er is bovendien een verschillend aantal dieren geregistreerd dat op de IUCN rode lijst voorkomt: 5 ongewervelde dieren, 4 vissen, 4 amfibieën, 3 reptielen, 5 vogels en 3 zoogdieren. Het meer is gelegen langs het op een na grootste trekpad van vogels in Europa, de Via Pontica, waarmee het een belangrijke tussenstop en opstelplaats voor een groot aantal watervogels, roofvogels en zangvogels is. Jaarlijks komen er tijdens migratie en overwintering meer dan 20.000 (tot 100.000) watervogels samen. 

## Bevolking
Op 31 december 2018 telde Boergas 208.915 inwoners in het stedelijk gebied, waarvan 202.434 in de stad Boergas zelf. Het stadje Balgarovo telde slechts 1.528 inwoners en is daarmee een van de kleinste steden in Bulgarije. De overige inwoners, zo'n 4.953 personen in totaal, woonden verspreid over tien dorpen op het platteland.
| stad Boergas     | 5.749    | 14.897   | 36.230  | 44.449  | 72.526  | 106.815 | 144.755 | 182.856 | 195.986 | 192.390 | 200.271 | 202.434 |
| gemeente Boergas | onbekend | onbekend | 53.778  | 65.677  | 95.535  | 135.201 | 180.715 | 210.670 | 212.410 | 209.417 | 212.902 | 208.915 |
| oblast Boergas   | onbekend | onbekend | 284.931 | 318.947 | 355.079 | 388.877 | 421.452 | 449.521 | 441.085 | 423.552 | 415.817 | 410.331 |

De bevolking van Boergas is sinds het einde van de negentiende eeuw razendsnel toegenomen. Na de val van het communisme schommelt het inwoneraantal rond de 195.000 en 205.000 inwoners. 

#### Nederzettingen in de gemeente Boergas
De gemeente Boergas bestaat uit twee steden en tien dorpen. Bijna 97% van de bevolking van de gemeente Boergas woont in de stad Boergas. 
| stad Boergas      | град Бургас     | 202.766 |
| stad Balgarovo    | град Българово  | 1.581   |
| dorp Ravnets      | село Равнец     | 1.326   |
| dorp Marinka      | село Маринка    | 1.158   |
| dorp Izvor        | село Извор      | 487     |
| dorp Tvarditsa    | село Твърдица   | 455     |
| dorp Draganovo    | село Драганово  | 425     |
| dorp Izvorisjte   | село Изворище   | 414     |
| dorp Brjatovets   | село Брястовец  | 316     |
| dorp Dimtsjevo    | село Димчево    | 191     |
| dorp Bratovo      | село Братово    | 131     |
| dorp Miroljoebovo | село Миролюбово | 81      |
| gemeente Boergas  | община Бургас   | 209.331 |

#### Etnische samenstelling
De etnische Bulgaren vormen met 94% van de bevolking de grootste bevolkingsgroep in de stad en gemeente Boergas. De etnische Turken vormen zo'n 3% van de bevolking van de gemeente Boergas. De dorpen Draganovo en Izvorisjte hebben zelfs een Turkse meerderheid. Verder bestaat ongeveer 2% van de bevolking uit de Roma. Zij wonen vooral in het dorp Ravnets. 
| stad Boergas      | 94%  | 3%  | 2%  |
| stad Balgarovo    | 97%  | -   | 1%  |
| dorp Ravnets      | 76%  | 2%  | 21% |
| dorp Marinka      | 88%  | -   | 11% |
| dorp Izvor        | 99%  | -   | 1%  |
| dorp Tvarditsa    | 99%  | -   | -   |
| dorp Draganovo    | 2%   | 98% | -   |
| dorp Izvorisjte   | 17%  | 82% | 1%  |
| dorp Brjatovets   | 77%  | 20% | -   |
| dorp Dimtsjevo    | 94%  | 4%  | -   |
| dorp Bratovo      | 100% | -   | -   |
| dorp Miroljoebovo | 96%  | 4%  | -   |
| gemeente Boergas  | 94%  | 3%  | 2%  |

#### Religieuze samenstelling
Circa 86% van de bevolking is aanhanger van de Bulgaars-Orthodoxe Kerk, 5% is ongodsdienstig, 2% is moslim, 1% is protestants en de rest behoort tot kleinere religieuze groeperingen of heeft geen antwoord gegeven.

## Verkeer en vervoer
De haven van Boergas is de grootste van Bulgarije. De internationale luchthaven is de op een na grootste, na Sofia. De E87 en de E773 lopen door de stad.

## Sport
Boergas huisvest vele voetbalclubs: PFC Neftochimic Boergas, PSFC Tsjernomorets Boergas, Neftochimic Burgas 1986, Tsjernomorets Boergas, Tsjernomorets Boergas Bulgaria. Naftex Boergas was ook een club van de stad, tot het failliet ging in 2009.

## Terreuraanslag
Op 18 juli 2012 vond er een zelfmoordaanslag op een Israëlische toeristenbus plaats. Hierbij kwamen vijf Israëlische toeristen, de Bulgaarse buschauffeur, en de dader om het leven.

## Stedenbanden
| - Alexandroupolis (Griekenland) - Batoemi (Georgië) - Gent (België) - Gomel (Wit-Rusland) - Krasnodar (Rusland) - Poti (Georgië) | - Rijeka (Kroatië) - Rotterdam (Nederland), sinds 1976 - San Francisco (USA) - Sarıyer (Turkije) - Yalova (Turkije) - Yantai (China) |

## Geboren in Boergas
- Aleksandar Jankov (1924), rechtsgeleerde, diplomaat en politicus
- Emil Tsjacharov (1948-1991), dirigent
- Michelle Bonev (1971), tot Italiaanse genaturaliseerde actrice
- Georgi Sarmov (1985), voetballer